# 萬得資訊
万得信息技术股份有限公司（Wind、Wind资讯、萬得資訊）是一家中国金融数据和信息数据提供商。客戶主要為证券、基金、保险等金融企业。

## 历史
1994年成立。創始人是湖北仙桃市沔城回族镇人陆风。畢業於西北轻工业学院。1996年，萬得推出中国金融数据库品牌Wind中国金融数据库（CFD）。該公司的產品還有万得金融终端。
該公司的競爭對手有同花顺、上海大智慧股份以及金融界，並一度起訴同花順。

## 外部連結
- 官方网站